# Laxenburger Straße (Wien)

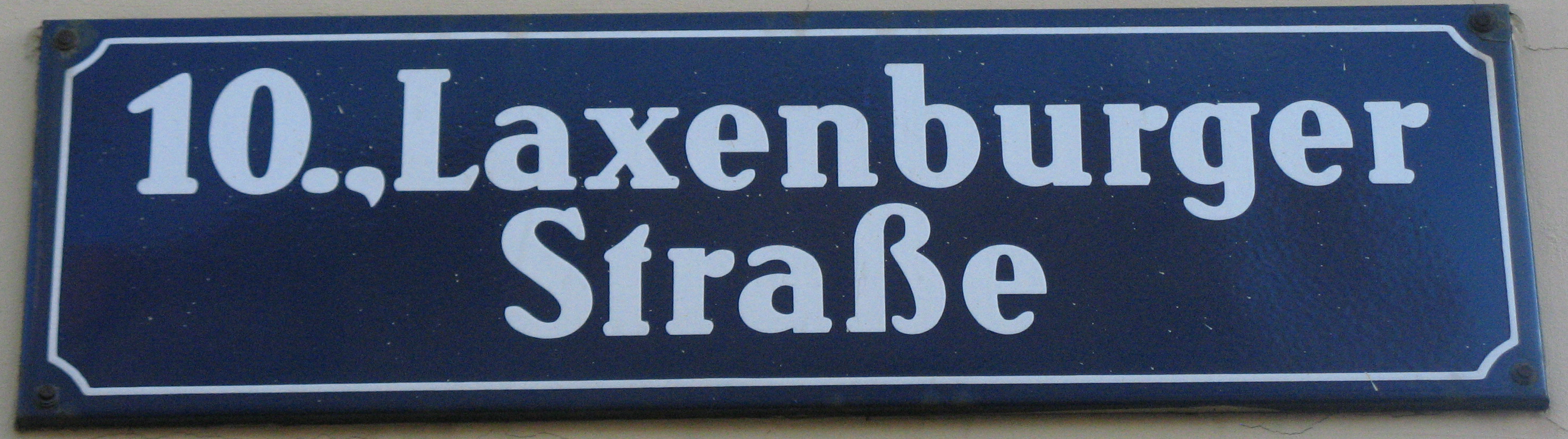
Straßentafel

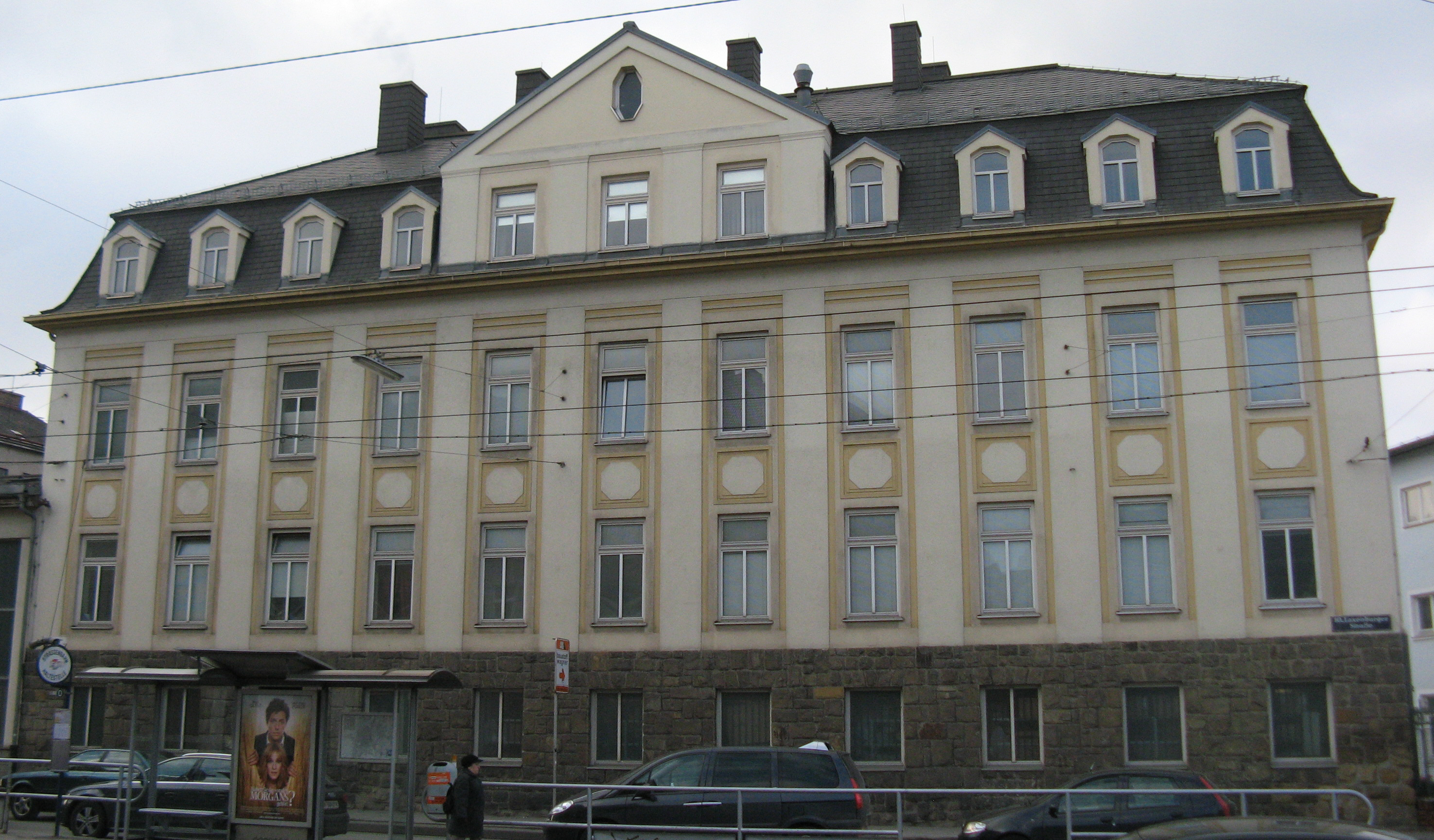
Das Verwaltungsgebäude der Bahn (um 1910) auf Nr. 4 wurde im Jahr 2020 abgerissen.

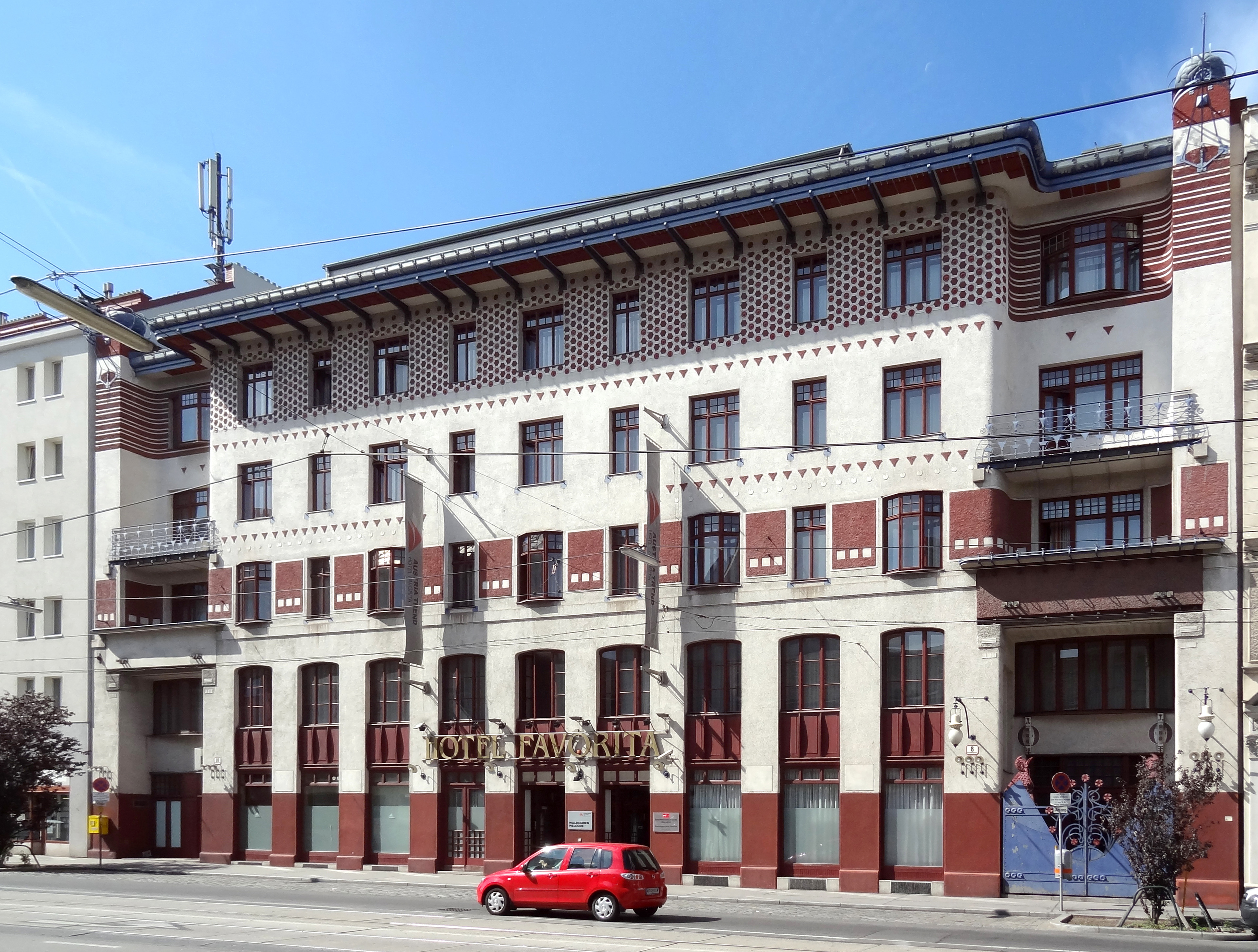
Arbeiterheim Favoriten (1902) von Hubert Gessner auf Nr. 8–10

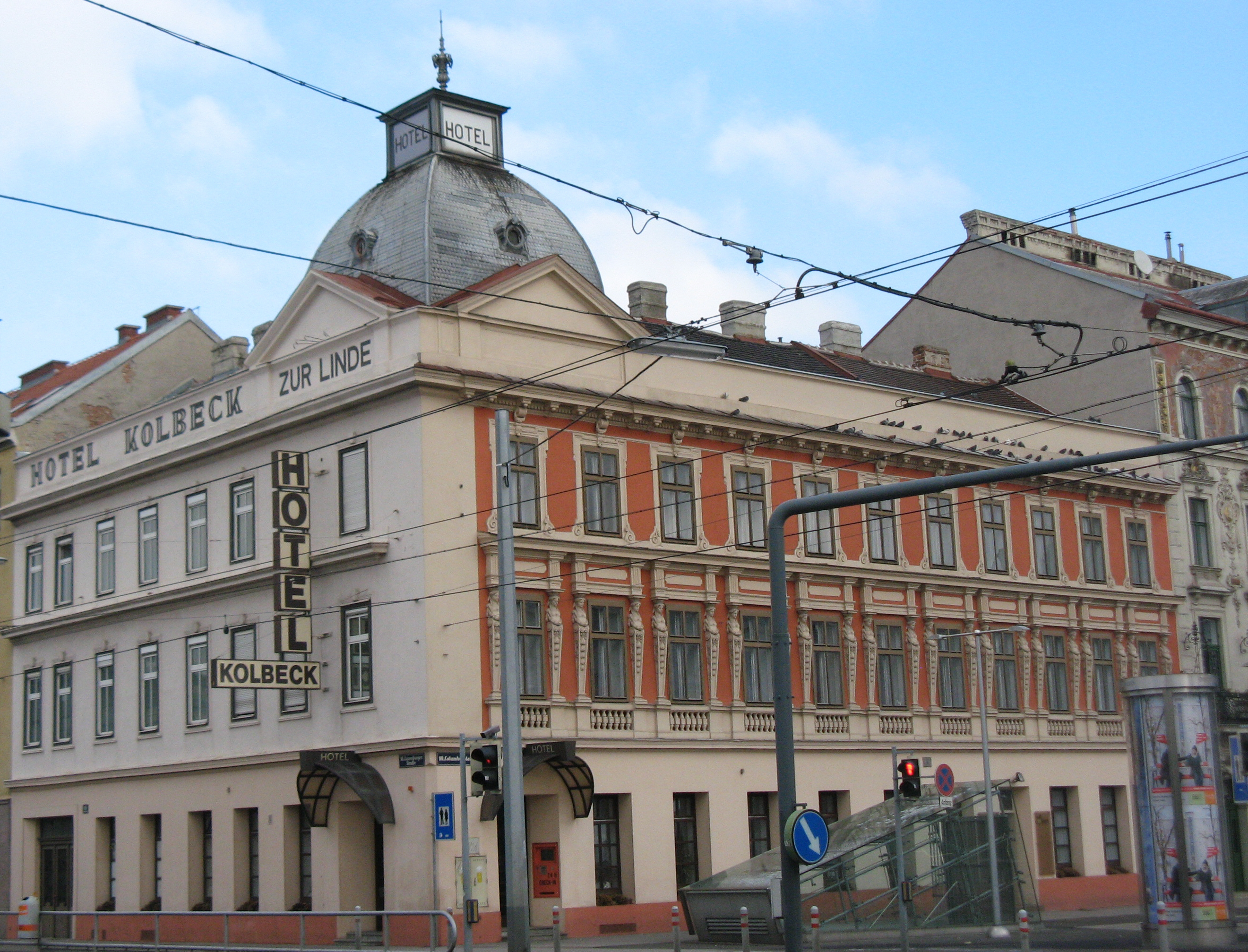
Hotel Kolbeck „Zur Linde“ (1867) auf Nr. 17, Ecke Columbusplatz

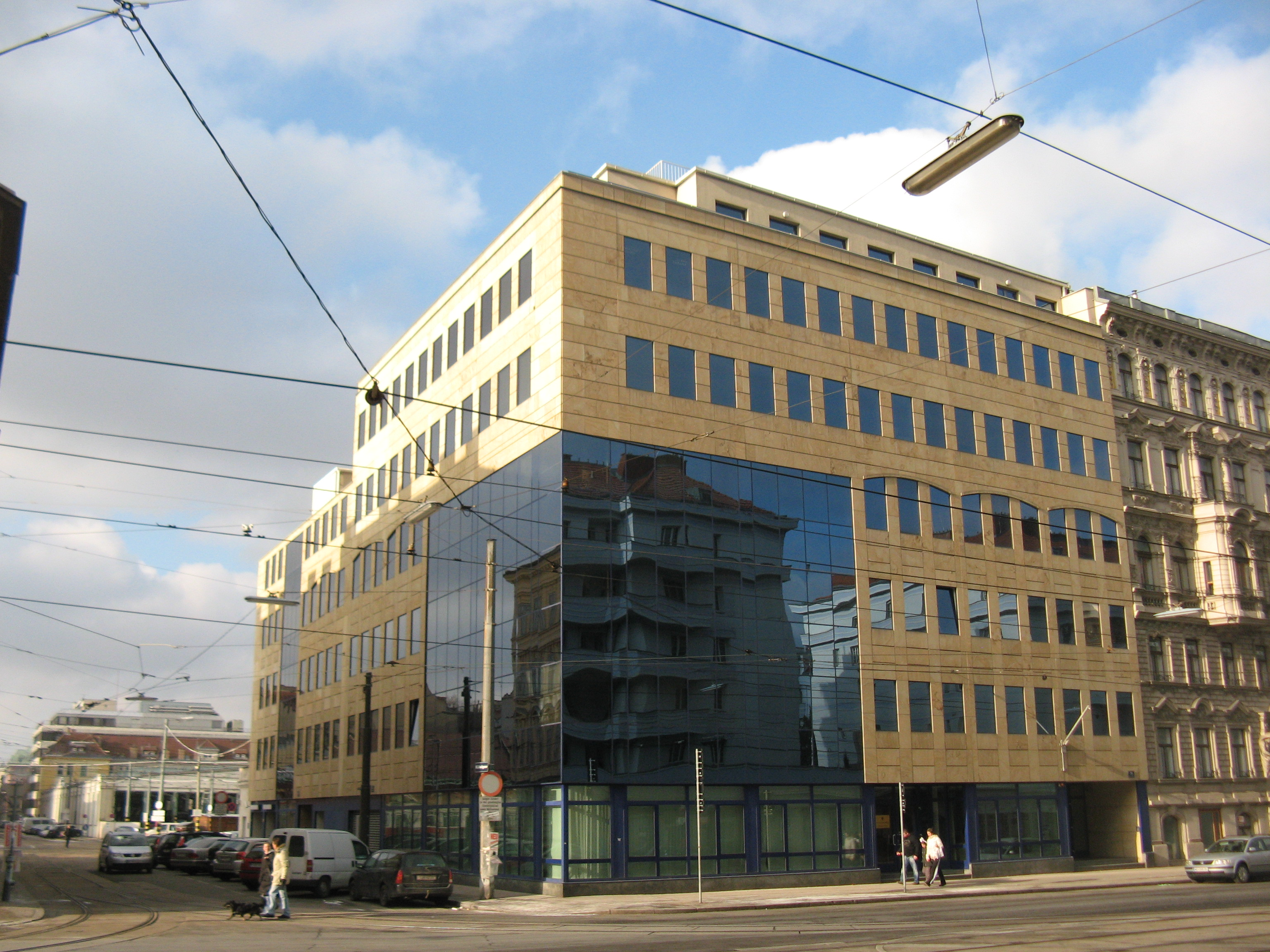
Ehem. Asylgerichtshof auf Nr. 36

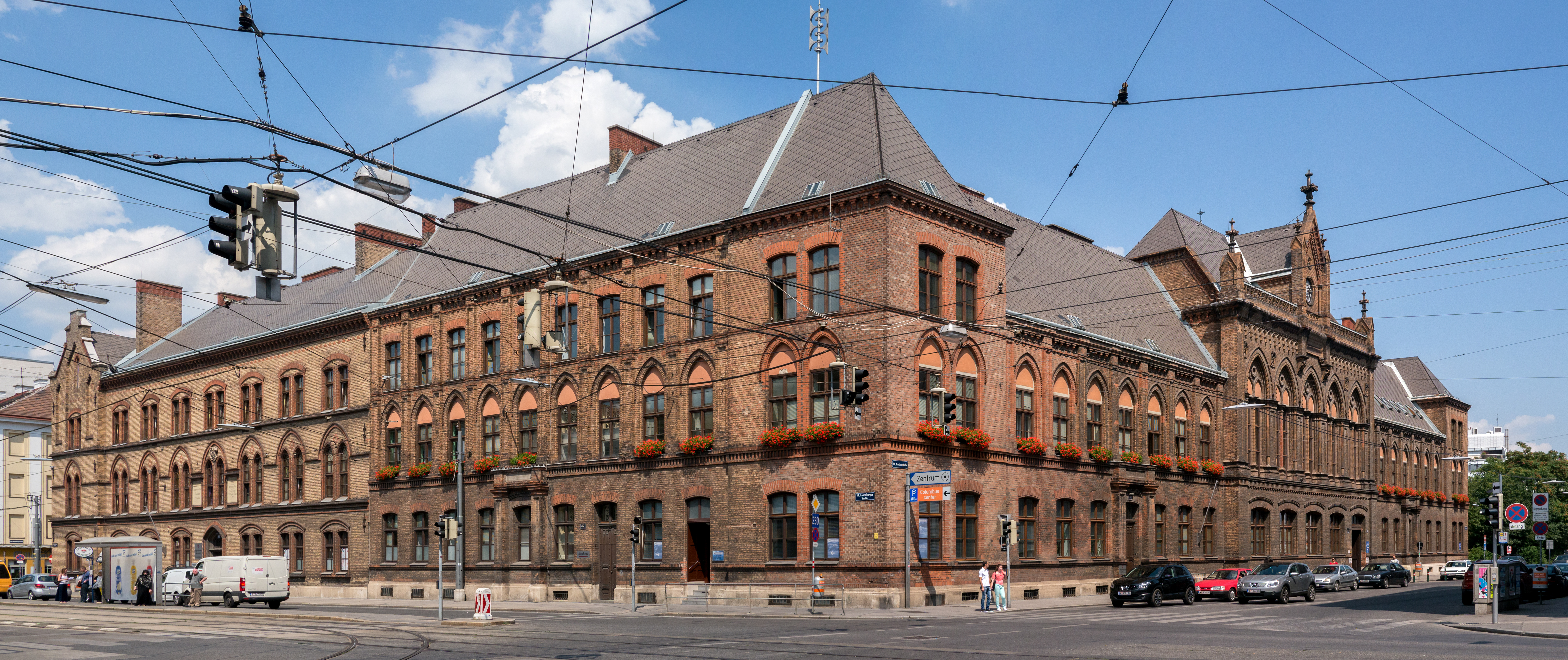
Magistratisches Bezirksamt (1881 / 1882) auf Nr. 43–47, Ecke Gudrunstraße

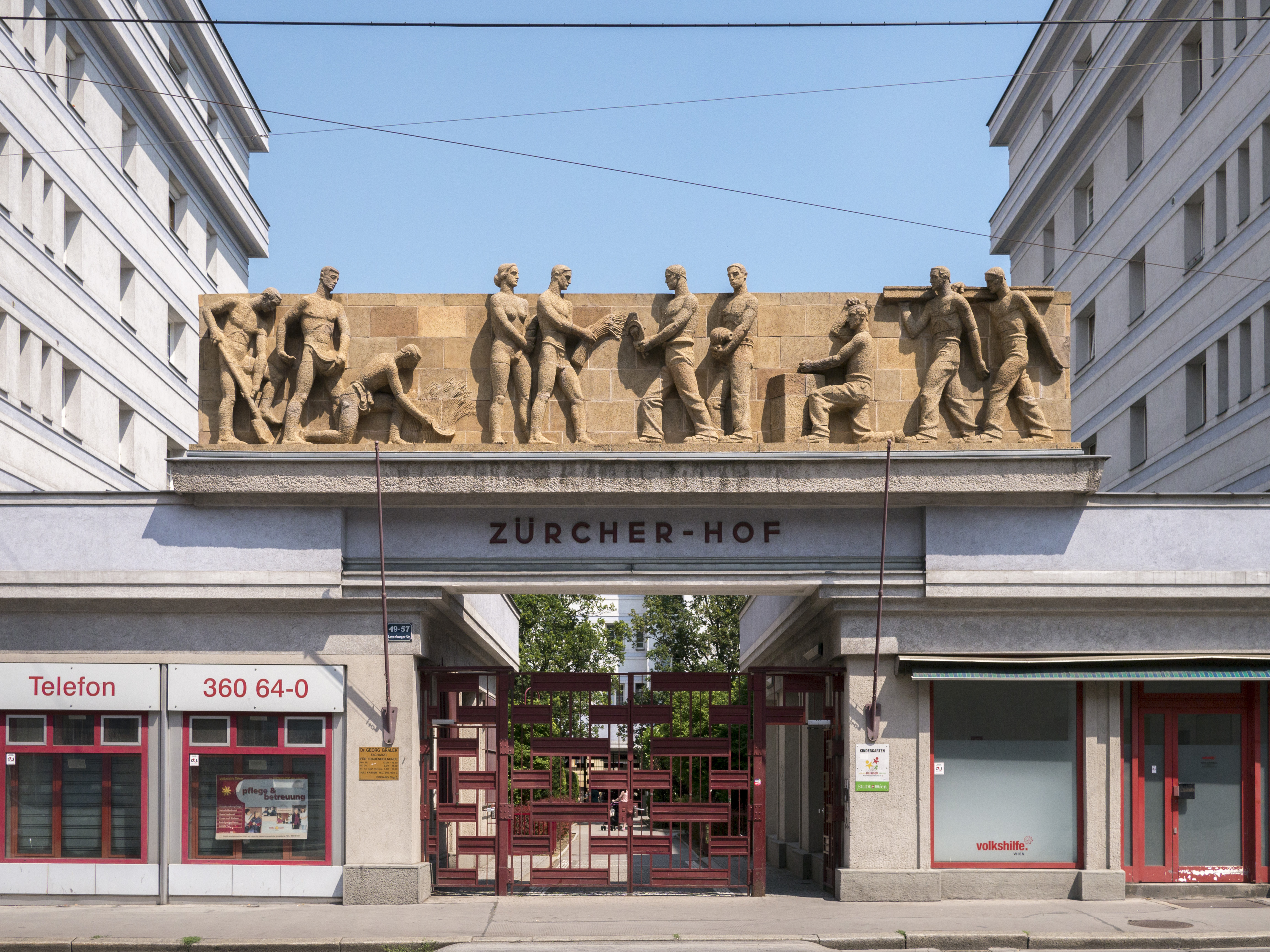
Zürcher Hof mit Fries der Arbeit (1930) von Siegfried Charoux auf Nr. 49–57

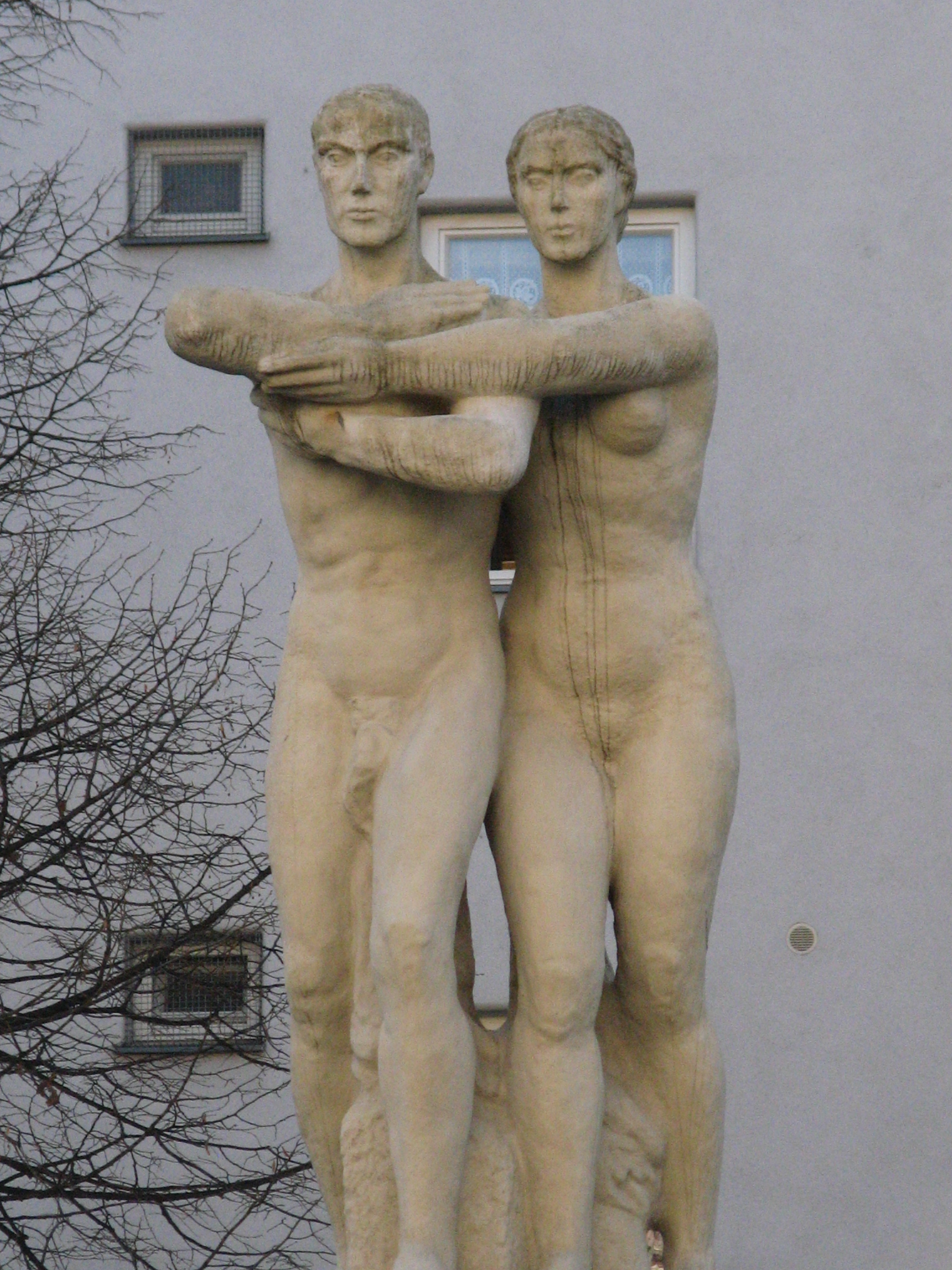
Figurale Gruppe (1931) von Otto Fenzl im Anton-Hölzl-Hof auf Nr. 94

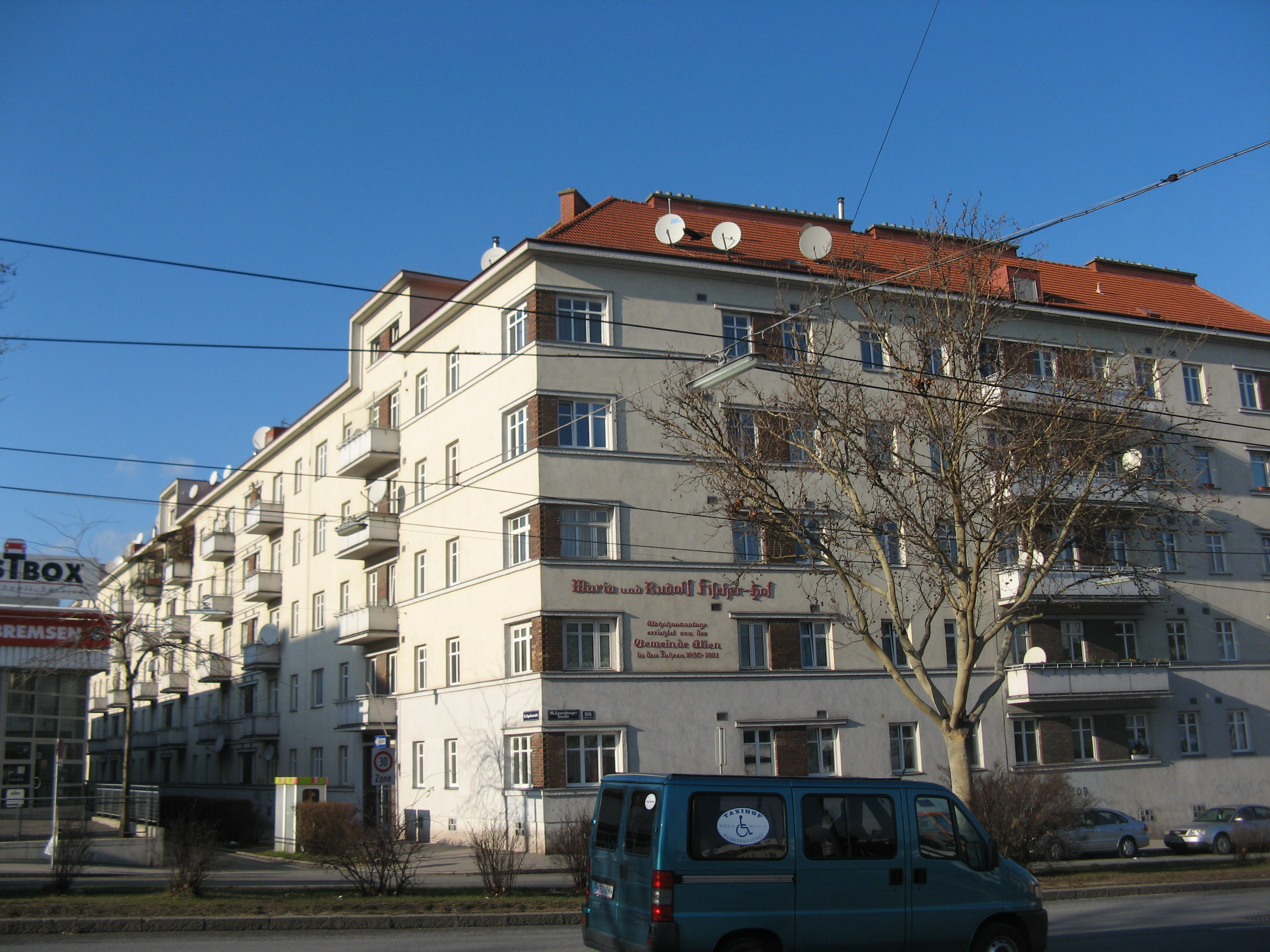
Maria-und-Rudolf-Fischer-Hof (1930 / 1931) auf Nr. 98

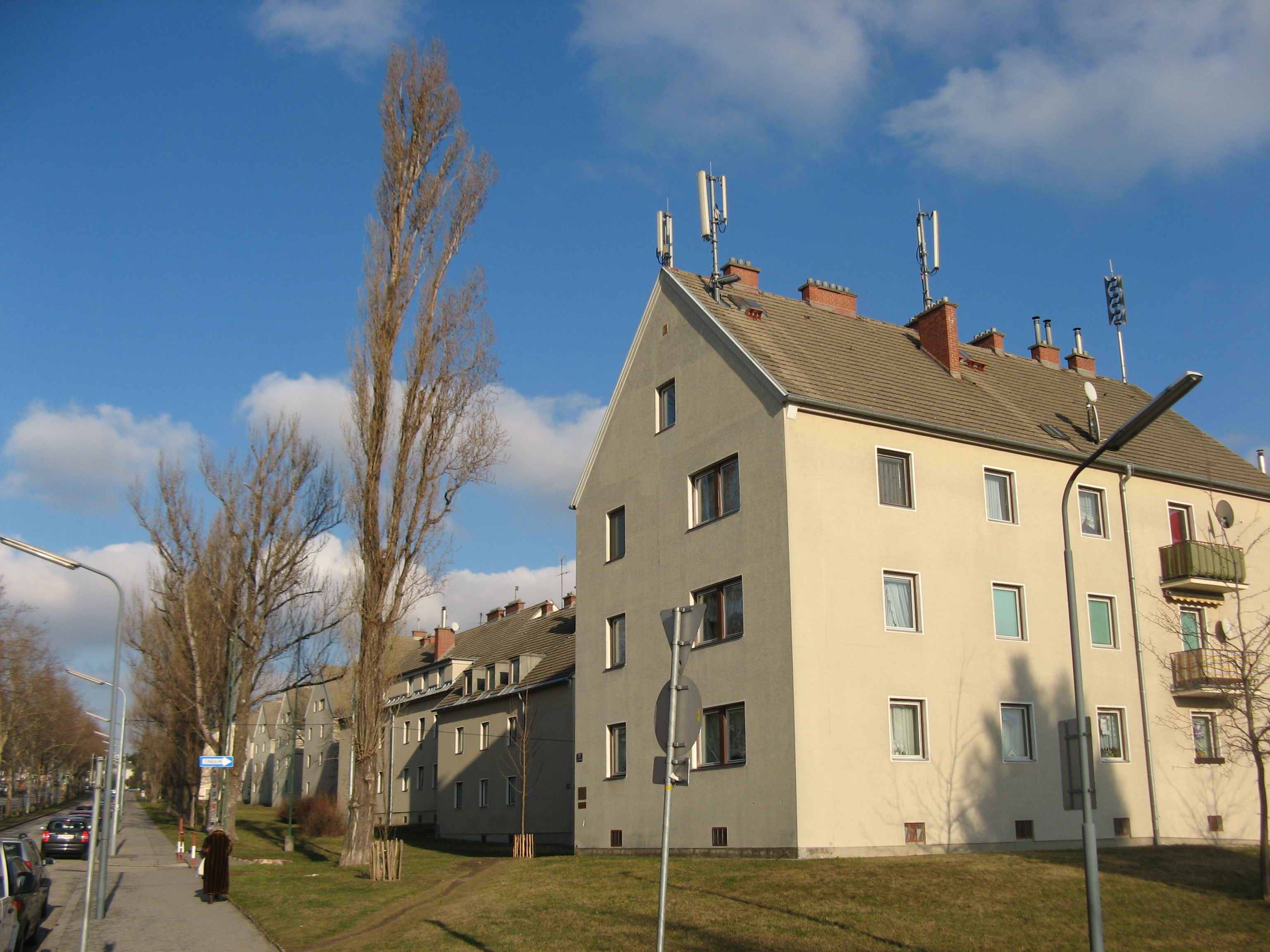
Wohnhausanlage (1953–1956) auf Nr. 203–207

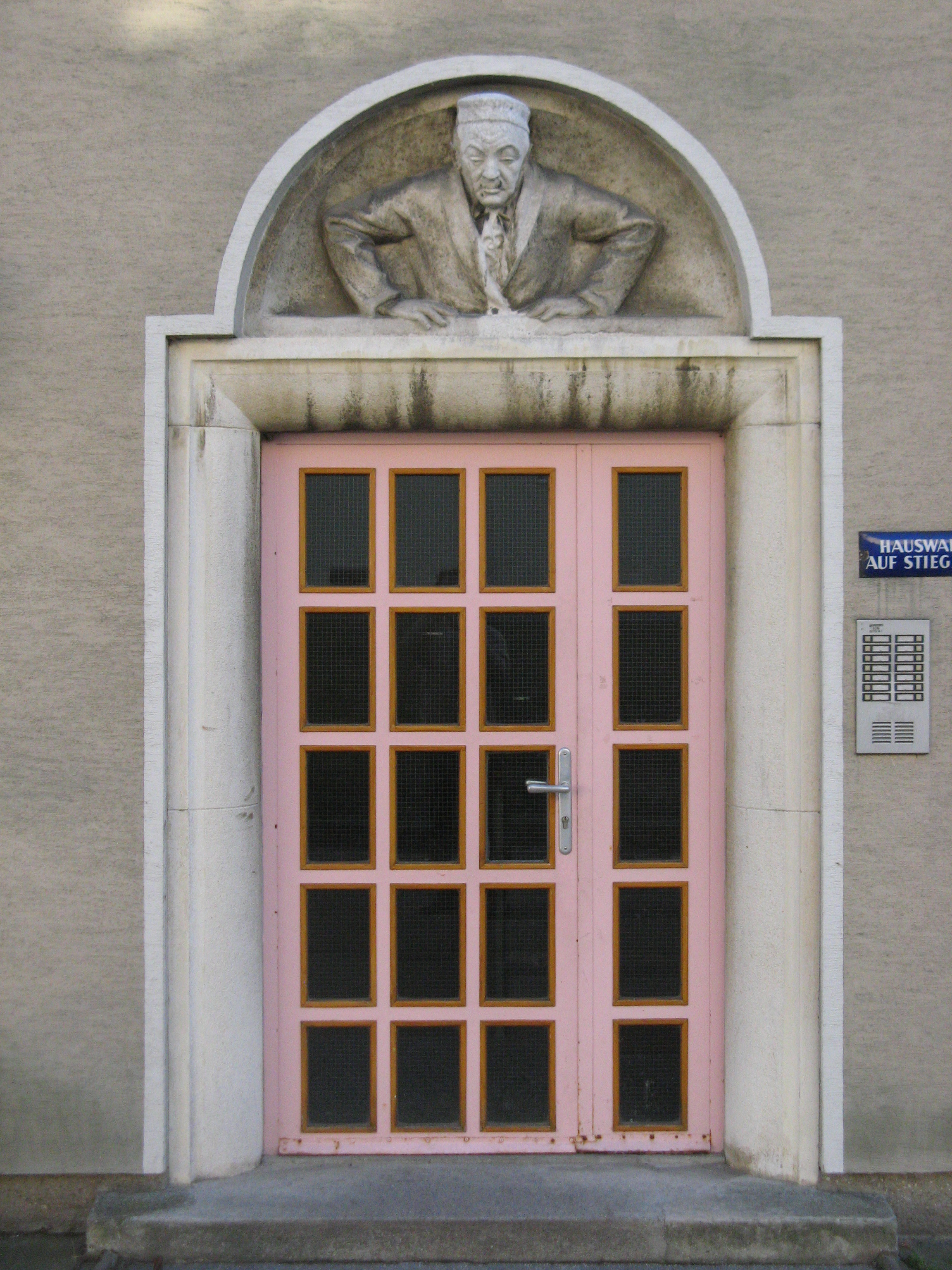
Fenstergucker (1953 / 1954) von Josef Bock auf Nr. 203–207

Die Laxenburger Straße verläuft im 10. Wiener Gemeindebezirk, Favoriten, im 23. Wiener Gemeindebezirk, Liesing, und in Wiens südlichen Nachbargemeinden Vösendorf und Biedermannsdorf in Niederösterreich. Sie ist eine wichtige Stadtausfahrt Wiens nach Süden; vom Südtiroler Platz, ihrem nördlichen Endpunkt, bis zur südlichen Stadtgrenze ist sie etwa 6,2 km lang.
Benannt ist die Straße nach dem Ort Laxenburg etwa 8 km südlich der Wiener Stadtgrenze, dessen Schlösser als Sommerresidenz des Kaiserhauses dienten. Sie endet an der Nordgrenze von Laxenburg im Kreisverkehr mit der B 11. Im Gemeindegebiet von Laxenburg trägt die Straße zum Schlosspark die Namen Leopold-Figl-Straße, Wiener Straße und Hofstraße.
Straßenrechtlich ist die Verbindung Wien–Laxenburg seit 2002 eine Landesstraße mit der Nummer B 230 (zuvor Bundesstraße) und von der Ortsstraße in Vösendorf südwärts 154.

## Verlauf und Charakteristik

### Verlauf
Die Laxenburger Straße beginnt an der nördlichen Bezirksgrenze des 10. Bezirks. Hier unterfährt der in West-Ost-Richtung verlaufende Wiedner Gürtel, Teil einer Hauptverkehrsader Wiens, auf dem Südtiroler Platz die in Nord-Süd-Richtung verlaufende Favoritenstraße.
Auf dem Platz zweigt unmittelbar unter der in Hochlage verlaufenden Südbahn die Laxenburger Straße westlich in sehr spitzem Winkel von der Favoritenstraße ab. Aus der Perspektive des Autofahrers erscheint dies umgekehrt, da der Verkehr vom und zum Platz in beiden Fahrtrichtungen durch die Laxenburger Straße geführt wird, während die Favoritenstraße stadtauswärts Fußgängerzone ist.
Die Laxenburger Straße verläuft dann in südlicher Richtung ansteigend gegen die Höhe des Wienerberges. Dabei durchquert sie das rasterförmig bebaute Kerngebiet von Favoriten (siehe auch Neues Landgut) zur Gänze und weist bis zur Raxstraße / Grenzackergasse auf dem Kamm des Berges mehr als 20 Seitenstraßen und -gassen auf. Dann senkt sie sich auf dem Südhang des Wienerberges bis zur Südosttangente genannten, überbrückten Stadtautobahn (keine Auffahrt) und der parallelen, ebenfalls überbrückten Donauländebahn ins Tal der Liesing ab. An der Bahn verläuft die Bezirksgrenze 10 / 23.
Im Liesinger Bezirksteil Inzersdorf, vor dem sie die Liesing überquert, steigt die Laxenburger Straße bis zur Stadtgrenze wieder leicht an. Unmittelbar südlich der Stadtgrenze befindet sich die Anschlussstelle Laxenburger Straße der Wiener Außenring-Schnellstraße S 1.
In Niederösterreich durchquert die Straße, südwärts führend, das leicht gewellte nördliche Wiener Becken und überquert einige Bäche. Weder in Vösendorf noch in Biedermannsdorf führt sie durch das Ortszentrum, sondern strebt, zumeist durch überwiegend landwirtschaftlich genutztes Gelände, direkt Laxenburg zu.

### Charakteristik in Wien
Querverkehr
Der vom Autoverkehr geprägten Ausfallstraße wird durch mehrere stark befahrene Straßen, die sie in ost-westlicher Richtung queren, weiterer Autoverkehr zugeführt. Von Norden nach Süden sind dies im 10. Bezirk die Gudrunstraße, die Quellenstraße, die Troststraße und auf der Höhe des Wienerberges die Raxstraße bzw. die Grenzackergasse mit Verbindung zur Stadtautobahn Südosttangente. Im 23. Bezirk kommt der Straßenzug Draschestraße / Oberlaaer Straße dazu, der versetzt in die Laxenburger Straße einmündet.
Öffentliche Verkehrsmittel
Öffentliche Verkehrsmittel auf der Laxenburger Straße sind:
- die Straßenbahnlinien O (über die Verkehrsstation Wien Hauptbahnhof nordostwärts in den 3. und den 2. Bezirk) und 11 (neu seit 2019; Verbindung Laxenburger Straße–Quellenstraße–U-Bahn-Station Reumannplatz–Favoritenstraße im 10. Bezirk),
- die beiden aus der Davidgasse kommenden, südwärts in die Straße einbiegenden Autobuslinien 66A (bis zur Draschestraße) und 67A (bis zur Kolbegasse); in Fahrtrichtung Norden aus der Laxenburger Straße ostwärts in die Inzersdorfer Straße abbiegend,
- die Autobuslinie 70A (in der Laxenburger Straße von der Troststraße stadtauswärts bis zur Richard-Tauber-Gasse beim Großmarkt)
- und regionale Autobuslinien nach Laxenburg und in andere Orte südlich von Wien.

Quer zur Laxenburger Straße verkehrt auf der Quellenstraße (Kreuzung: Quellenplatz) die Straßenbahnlinie 6 und auf der Raxstraße / Grenzackergasse die Autobuslinie 15A. Beide Linien bilden Verbindungen in die Nachbarbezirke westlich, nordwestlich und östlich von Favoriten.
Bebauung
Vom Beginn der Laxenburger Straße bis zur Troststraße finden sich noch zahlreiche Gebäude vom Ende des 19. Jahrhunderts oder dem Beginn des 20. Jahrhunderts. Dieser dicht bebaute, älteste Abschnitt wird durch den Quellenplatz unterbrochen und besitzt am Arthaberplatz die einzige Grünfläche dieser Gegend.
Zwischen der Troststraße und der Bezirksgrenze 10 / 23 wird die Laxenburger Straße von Alleebäumen gesäumt. Von der Troststraße bis zur Raxstraße dominieren Gemeindebauten, errichtet von den 1930er Jahren bis zur Gegenwart.
Von der Raxstraße südwärts bis zur Bezirksgrenze ändert sich der Charakter der Straße, da in diesem Abschnitt die Häuser nicht direkt entlang der Straße stehen, sondern große Wohnsiedlungen in Grünanlagen etwas weiter von der Straße entfernt gebaut wurden. Auch Kleingartenanlagen und Sportplätze tragen zum Charakter dieses Straßenabschnitts bei.
Von der Überquerung der Südosttangente und der Donauländebahn an durchquert die Straße Firmen- und Industriegelände und weist starken Lkw-Verkehr auf. Dieser Eindruck dominiert, wenn sich auch an der östlichen Straßenseite die Gartensiedlung Blumental befindet. Südlich dieser Siedlung befindet sich seit 1972 der Obst- und Gemüsegroßmarkt für Wien.

## Geschichte
Der urkundlich 1377 erwähnte Verkehrsweg wurde 1703 als Verbindungsstraße zwischen den kaiserlichen Schlössern Neue Favorita (im heutigen 4. Bezirk) und Laxenburg (im südlichen Umland Wiens) ausgebaut.
In Lehmanns seit 1859 erschienenem Adressbuch für Wien und seine Vororte ist in der Erstausgabe in Wieden (seit 1850 4. Wiener Gemeindebezirk) eine Laxenburger Allee zu finden, 1861 auch die Laxenburger Straße, dann nur mehr diese. Die Straße war von 1861, als der heutige 5. Bezirk vom 4. abgetrennt wurde, bis zur Errichtung des 10. Bezirks, 1874, Bezirksgrenze zwischen 4. Bezirk (östliche Straßenseite, ungerade Hausnummern) und 5. Bezirk (westliche Straßenseite, gerade Hausnummern).
In Inzersdorf (bis 1938 selbstständige Gemeinde) wurde die Straße amtlich seit etwa 1886 als Laxenburger Straße registriert, doch ist unklar, ob es sich dabei um die heutige Straße dieses Namens oder um die heutige Altmannsdorfer Straße gehandelt hat. Der Name Laxenburger Allee war nämlich von etwa 1742 bis 1888, der Name Laxenburger Straße in Wien dann bis 1894 für die 1892 eingemeindete Altmannsdorfer Straße im 12. Bezirk in Gebrauch.
Nach dem Zweiten Weltkrieg, als der 10. Bezirk nördlich der Donauländebahn bis 1955 zum sowjetischen Sektor Wiens gehörte und das Stadtgebiet südlich der Bahn von den Besatzungsmächten zur sowjetisch besetzten Zone, zu Niederösterreich, gerechnet wurde, wurde die Laxenburger Straße von 1946 bis 1956 nach dem Befehlshaber der siegreichen Roten Armee in der Schlacht um Wien 1945, Marschall Fjodor Iwanowitsch Tolbuchin, als Tolbuchinstraße bezeichnet.
Seit 1971 wurde die Laxenburger Straße in ihrer heutigen Form als Durchzugsstraße ausgebaut.

## Adressen

### Nr. 1–5: Professor-Raimund-Jungbauer-Hof
Diese Wohnhausanlage aus dem Jahr 1966 besitzt an der Laxenburger Straße zwei Reliefs, die Arbeiter darstellen, und vier Mosaike mit Motiven aus der Geschichte Wiens. Abgebildet sind Prinz Eugen, Georg Franz Kolschitzky und das belagerte Wien zur Zeit der Zweiten Türkenbelagerung, das Schloss Favorita und ein weiteres Bild zeigt Till Eulenspiegel.
Auf der ersten Liegenschaft nach der Abzweigung der Laxenburger Straße von der Favoritenstraße befand sich zwischen den beiden Straßen der Ausgangspunkt für die weitere Besiedlung Favoritens. Hier errichtete Johann Mathias Steudel 1830 einen Einkehrgasthof, der volkstümlich als Spitzwirtshaus bezeichnet wurde. Knapp außerhalb des Linienwalls, nach dem Viadukt der seit 1841 verkehrenden Südbahn (damals Wien–Gloggnitzer Bahn genannt), wurde diese Gaststätte zu einem beliebten Rastplatz der aus Ungarn nach Wien kommenden Fuhrleute. Später verkehrte hier die immer größer werdende Anzahl von Arbeitern, die sich in der Gegend ansiedelten.
1847 übernahm der Sohn, Johann Heinrich Steudel, den florierenden Betrieb und machte das erste Kaffeehaus vor der Favoritenlinie daraus. Auf die Zerstörungen während der Revolution 1848 folgte der weitere Ausbau des Anwesens. Ein (nicht mehr bestehender) Verbindungstunnel der Eisenbahn vor dem Gasthof erhielt den Namen Steudeltunnel. Steudel schlug als Kommunalpolitiker die Gründung des 10. Bezirks vor und erreichte sie 1874. Er wurde daraufhin 1875 erster Bezirksvorsteher von Favoriten. Das Steudelhaus bestand bis zum Zweiten Weltkrieg, in dem es schwer beschädigt und in dessen Folge es abgerissen wurde.

### Nr. 2A und 4: Bahngebäude, Entwicklungsgebiet Neues Landgut
Auf dem großflächigen Betriebsgelände der Bahn, das durch die Schaffung des neuen Hauptbahnhofes für Wien erhebliche Veränderungen erfährt, ist nunmehr unter dem Namen Neues Landgut ein Stadtentwicklungsgebiet. Es befinden sich noch mehrere Hallenbauten aus Backstein vom Ende des 19. Jahrhunderts. Die bekanntesten Hallen sind die Inventarhalle (erbaut um 1850) und die Gösserhalle (erbaut 1902 und lange Zeit von der Brauerei Göss betrieben). Ein Verwaltungsgebäude aus der Zeit um 1910 wurde im Jahr 2020 abgerissen; ebenso ein kleines als „Doktorhaus“ bezeichnetes Backsteingebäude bei den Hallen.
Bereits 2009 hatten die Österreichischen Bundesbahnen (ÖBB) und die Stadt Wien einen Architekturwettbewerb für das ganze Gebiet ausgeschrieben, nach dem die historischen Hallen hätten abgerissen werden sollen. Der jetzige Stand des Projekts sieht aber vor, dass die Hallen zwar entkernt werden, aber in ihrer Außenerscheinung erhalten bleiben sollen.
Das um 1910 entstandene Verwaltungsgebäude, das gegenüber dem Columbusplatz gelegen war, galt als typisches Gebäude des Neoklassizismus vor dem Ersten Weltkrieg, das neben der verzierten Fassade auch noch das originale Dach aufwies. Das Gebäude, das sogar in der kunsthistorischen Fachliteratur Einklang fand, soll bis zu seinem Abriss in einem ausgezeichneten Zustand gewesen sein. Während des Zweiten Weltkriegs war das Gebäude – im Gegensatz zu vielen anderen Bahngebäuden – bei der Bombardierung von Wien ohne Schäden geblieben.
Daneben wurde im Frühjahr 2020 auch noch weitere Bahngebäude aus der Nachkriegszeit abgerissen.
Ein Gemeindebau auf diesem Gelände (Nr. 4A, Ecke Landgutgasse), der nach Willi Resetarits benannt wurde, wurde 2024 eröffnet. Er weist Wandmalereien von Johanna Kandl auf.

### Nr. 8–10: Ehem. Arbeiterheim Favoriten
Das ehemalige Arbeiterheim Favoriten ist ein bemerkenswertes Beispiel der Jugendstilarchitektur in Favoriten. Es wurde 1902 nach Plänen des Architekten Hubert Gessner für den Verein Arbeiterheim in Favoriten errichtet und 1912 durch Zubauten erweitert. Hier befand sich einst das erste Kino des Bezirks und das erste Lokal der Kinderfreunde Österreich.
Das Haus war Mittelpunkt der Favoritner Sozialdemokratie und Schauplatz wichtiger politischer Ereignisse. 1903 fand hier erstmals ein Parteitag der österreichischen Sozialdemokratie statt; im Oktober 1933 auch ihr letzter vor dem Parteiverbot im Februar 1934. Karl Kraus las im Arbeiterheim aus seinem Werk. 1918 kam es im Gebäude zu schweren Auseinandersetzungen zwischen Victor Adler und bolschewistischen Arbeiterräten. Im selben Jahr fanden hier die Trauerfeiern für die verstorbenen Sozialdemokraten Victor Adler und Engelbert Pernerstorfer statt. Während der Bürgerkriegsereignisse 1934 wurde das Gebäude von Regierungskräften widerstandslos besetzt. Nach dem Zweiten Weltkrieg war es bis 1951 Kommandantur der sowjetischen Besatzungsmacht. Danach wurde es 1952 durch Leo Kammel junior wieder hergestellt. Später war hier ein Hotel. Im Zuge der Flüchtlingskrise in Europa ab 2015 wurden Asylwerberinnen und Asylwerber untergebracht. Seit 2019 wird es als Einrichtung der Grundversorgung geführt und zusätzlich als Chancenhaus für obdach- und wohnungslose Frauen und Familien.

### Nr. 12:Ziegelarbeiter in Favoriten
An der Fassade des Wohnhauses befindet sich ein großflächiges Mosaik von Rudolf Pleban aus dem Jahre 1955, das die Ziegelarbeiter in Favoriten darstellt. Ziegeleien waren um 1850 und noch lang danach der wichtigste Anlass für Arbeiter, sich im späteren 10. Bezirk anzusiedeln. Viktor Adlers Berichte über das Elend der Wienerberger Ziegelarbeiter waren wesentliches Motiv für die Gründung der Sozialdemokratischen Partei.

### Nr. 19: Hotel Kolbeck „zur Linde“
Das 1848 errichtete Wohnhaus an der Ecke zum Columbusplatz wurde um 1900 von Franz Kolbeck gekauft, der es zum Hotel umbauen ließ und 1903 seiner Ehefrau Josephine zum 60. Geburtstag schenkte. Seit damals wird hier ein Hotelbetrieb geführt. Das Haus besitzt einen Eckaufsatz und an der Fassade zum Columbusplatz eine Gliederung durch Hermenpilaster.

### Nr. 34: Historismus
Das Wohnhaus zeigt den reichsten historistischen Fassadendekor an der Laxenburger Straße sowie ein Hermenportal.

### Nr. 36: Ehem. Asylgerichtshof
Das moderne, mit spiegelnder Glasfassade geschmückte Gebäude war bis Dezember 2013 Sitz des seit 2008 amtierenden Asylgerichtshofes. Mit 1. Jänner 2014 ist dieser Gerichtshof im Bundesverwaltungsgericht aufgegangen, das seinen Sitz im 3. Bezirk hat.

### Nr. 43–47: Magistratisches Bezirksamt
Das Magistratische Bezirksamt für den 10. Bezirk bildet mit dem Pfarrhof (Keplerplatz 6) der benachbarten Johanneskirche, der seit 1871 bestehenden Schule Keplerplatz 7 und einem ehemaligen Waisenhaus den Häuserblock Laxenburger Straße 43–47 / Keplergasse / Keplerplatz / Gudrunstraße 128–130. Es wurde 1881–1882 von der Hochbauabteilung des Stadtbauamts unter der Leitung von Friedrich Paul und Josef Pürzl in gotisierender Bauweise aus Sichtziegeln errichtet. Auf der Seite an der Gudrunstraße besitzt die symmetrische Fassade einen reich dekorierten Mittelrisalit, hinter dessen Spitzbogenfenstern im 1. Stock der Festsaal (Standesamtssaal) liegt. Der Mittelrisalit wird von niedrigeren Seitenflügeln flankiert.

### Nr. 49–57: Zürcher Hof
Die große, auf 11 Stiegen 223 Wohnungen umfassende städtische Wohnhausanlage (Häuserblock Gudrunstraße 145–149 / Columbusgasse 28–34 / Erlachgasse 100 / Laxenburger Straße) wurde 1928 von Emil Hoppe und Otto Schönthal errichtet und steht unter Denkmalschutz. Sie wurde 1949 zum Dank für die Hilfe aus der Schweiz nach dem Zweiten Weltkrieg nach der Stadt Zürich benannt. Der Zürcher Hof, dessen Fassaden durch symmetrische Balkons und Loggien horizontal gegliedert sind, ist um einen großen Innenhof angelegt und weist an der Laxenburger Straße, zwischen den Stiegen 1 und 11, einen breitgelagerten, niederen Torbau auf, der durch den keramischen Fries der Arbeit aus dem Jahr 1930 von Siegfried Charoux geschmückt ist.

### Nr. 90A–90B: Hermine-Fiala-Hof
Die Wohnhausanlage wurde 1980–1982 errichtet und 1983 nach der Gemeinderätin Hermine Fiala benannt. Der Wohnblock, der den gesamten Häuserblock Troststraße 47 / Laxenburger Straße / Dieselgasse 12–14 / Leebgasse 85–89 einnimmt, umfasst 11 Stiegen mit 398 Wohnungen.

### Nr. 92
Der unbenannte städtische Wohnhausbau stammt aus den Jahren 1931/1932 und wurde nach Plänen von Josef Hahn errichtet. Vier Stiegen mit 67 Wohnungen sind um einen großzügigen Innenhof angelegt.

### Nr. 94: Anton-Hölzl-Hof
Ebenfalls 1931 / 1932 entstand der große, 1983 benannte Anton-Hölzl-Hof mit 16 Stiegen und 346 Wohnungen um einen großen Innenhof. Geplant wurde er von Josef Hoffmann. Die Anlage umfasst den Häuserblock Dieselgasse 7 / Laxenburger Straße / Reichenbachgasse 6 / Leebgasse 91–93 und ist sehr zurückhaltend, ohne besondere Details gestaltet, was bereits auf das kommende Sparprogramm der 1930er Jahre verweist. Im Hof steht eine große Steinplastik Figurale Gruppe von Otto Fenzl aus dem Jahr 1931, an der Außenfassade Ecke Leebgasse / Reichenbachgasse zeigt ein Relief von einem nicht ermittelten Künstler arbeitende Männer.

### Nr. 98: Maria-und-Rudolf-Fischer-Hof
Die unter Denkmalschutz stehende städtische Wohnhausanlage Laxenburger Straße / Migerkastraße 2–4 / Leebgasse 95 wurde 1930 / 1931 nach Plänen von Konstantin Peller errichtet. Sie umfasst sieben Stiegen mit 133 Wohnungen um einen großen Innenhof. Die Fassade wird durch Gesimsbänder und Balkone gegliedert. In der nationalsozialistischen Zeit trug die zunächst unbenannte Anlage den Namen Otto-Planetta-Hof, seit 1949 ist sie nach den im Gebäude wohnenden kommunistischen Widerstandskämpfern Maria und Rudolf Fischer benannt, an die auch eine Gedenktafel erinnert.

### Nr. 100;Vögel und Pflanzen
An der Ecke dieses Gemeindebaus zur Migerkastraße, der auf seinem Areal bis zur Leebgasse in drei Baublöcken acht Stiegen aufweist, befindet sich ein 48 m² großes Sgraffito Vögel und Pflanzen von Brunhilde Bichler-Dreher aus dem Jahr 1957.

### Siedlung Wienerfeld Ost und West
Die Wienerfeld-Siedlung ist eines der wenigen Beispiele des sozialen Wohnbaus aus der nationalsozialistischen Zeit in Wien. Von den hochgesteckten Plänen konnte, bedingt durch den Kriegsbeginn, nur ein kleiner Teil verwirklicht werden. 1939–1942 entstand um die heutige Munchgasse im Osten und um die heutige Adolf-Kirchl-Gasse im Westen der Laxenburger Straße der älteste Teil der Siedlung nach Plänen der Gemeinnützigen Siedlungs- und Baugesellschaft GESIBA mit ungefähr 500 Wohnungen. Die Siedlungshäuser wurden entlang von Wohnstraßen, die erst nach dem Krieg benannt wurden, in einheitlicher zweigeschoßiger Form gebaut. In den geschützten Bereichen hinter den Wohnzeilen befinden sich die Gärten. Im Siedlungsteil Ost sind die Gebäude durch trauf- oder giebelständige Stellung zu den Straßen und auch durch die dem Geländeverlauf folgende Höhenstaffelung abwechslungsreich gestaltet. Am Ende der Erschließungsstraßen befinden sich Torbogen.
Nördlich daran anschließend wurde die Siedlung 1953–1956 nach Plänen von Hubert Matuschek und Anton Ubl weitergeführt: im Westen in der Laxenburger Straße 140–142 und im Osten in der Laxenburger Straße 203–207. Die zwei- bis dreigeschoßigen Häuser mit Satteldächern sind in Zeilen und um einen Hof angelegt und erwecken einen einheitlichen Eindruck. Dieser Bauabschnitt weist an die 300 Wohnungen auf. Bemerkenswert ist hier der baukünstlerische Schmuck mit Reliefs über den Hauseingängen, die meist Menschen in ihren Berufen darstellen. Die beteiligten Künstler waren Josef Franz Riedl, Konrad Calo, Anton Endstorfer, Michael Drobil, Gabriele Waldert, Josef Bock, Margarete Bistron-Lausch, Elisabeth Ziska und Emmi Hausmann-Rada.
An der Westseite wurden 1955–1965 weitere 912 Wohnungen und eine Schule errichtet. Die letzten Gebäude weichen allerdings beträchtlich von der ursprünglichen Wienerfeld-Siedlung ab, da nunmehr bis zu acht Stockwerke hohe Häuser errichtet wurden.

### Nr. 255–277: Islamischer Friedhof
Südlich der Liesing wurde 2008 auf einem freien Grundstück, das nördlich vom Fluss, östlich von der Großmarktstraße und südlich von der Haböckgasse begrenzt ist, der erste eigene islamische Friedhof Österreichs errichtet. Die Aufbahrungshalle und die Sanitärräume wurden in Sichtziegelbauweise gestaltet, der Eingang befindet sich in der Großmarktstraße 2A.

## Galerie

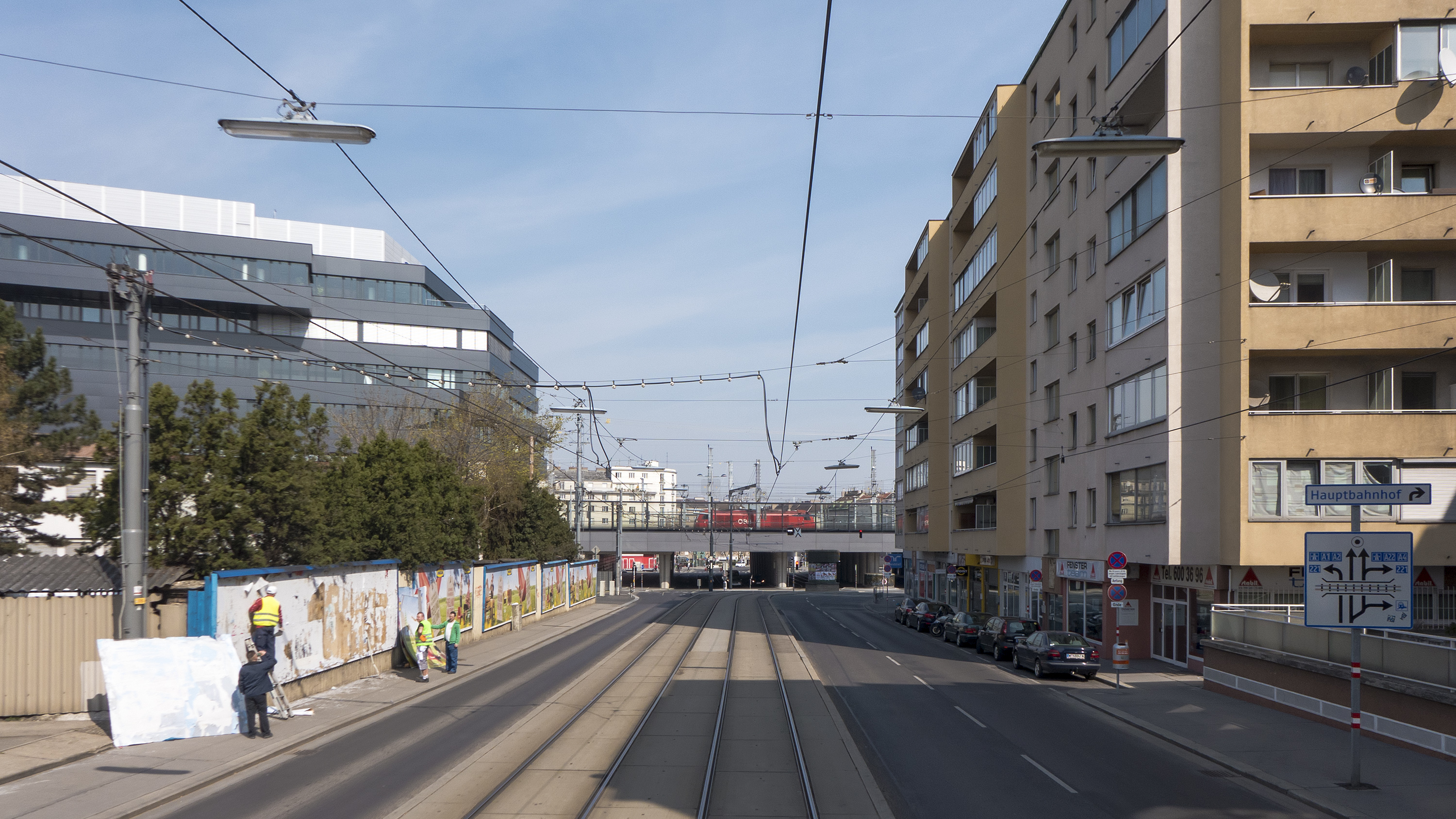
Der Beginn der Laxenburger Straße beim Wiedner Gürtel
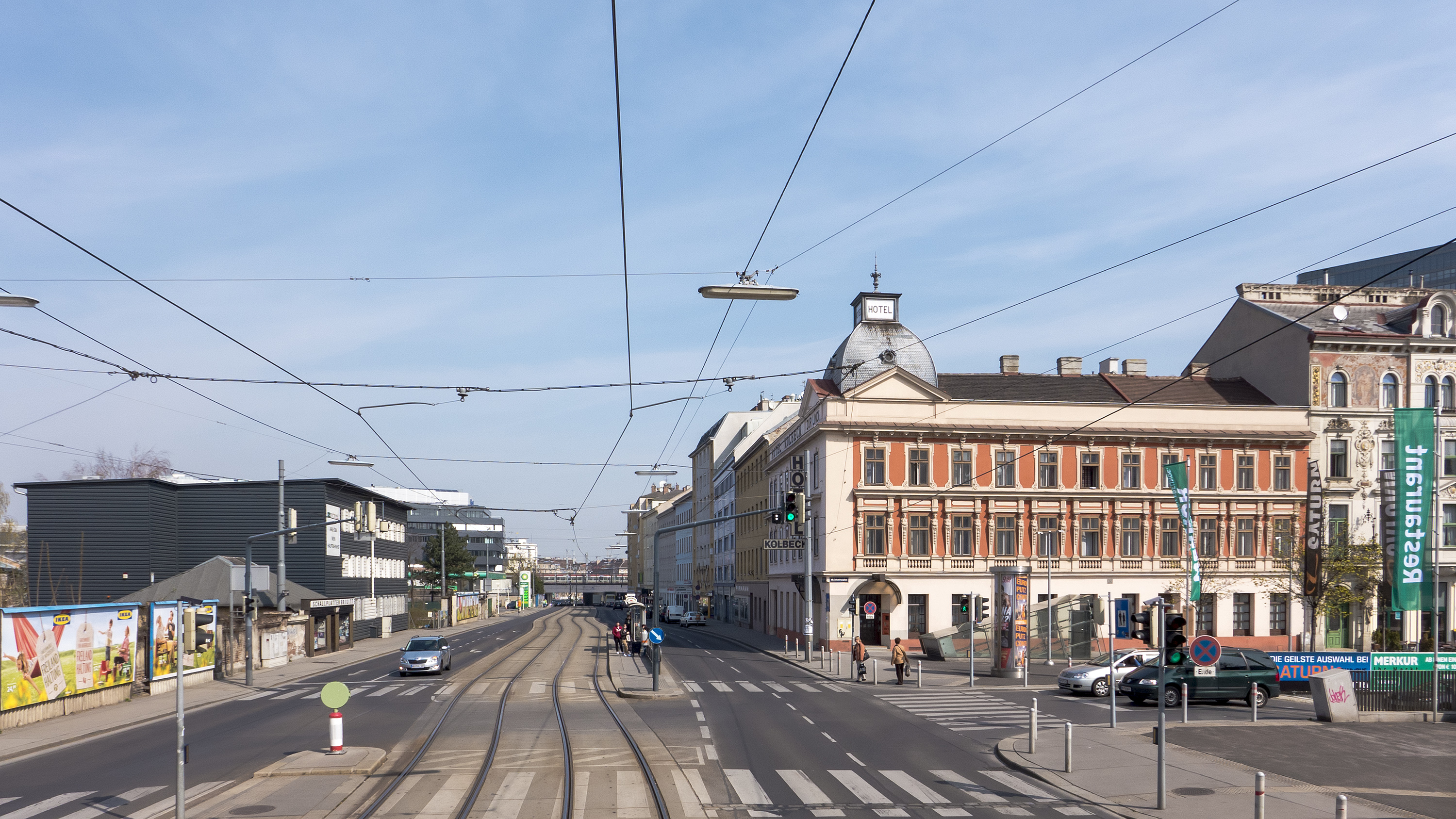
Beim Columbusplatz
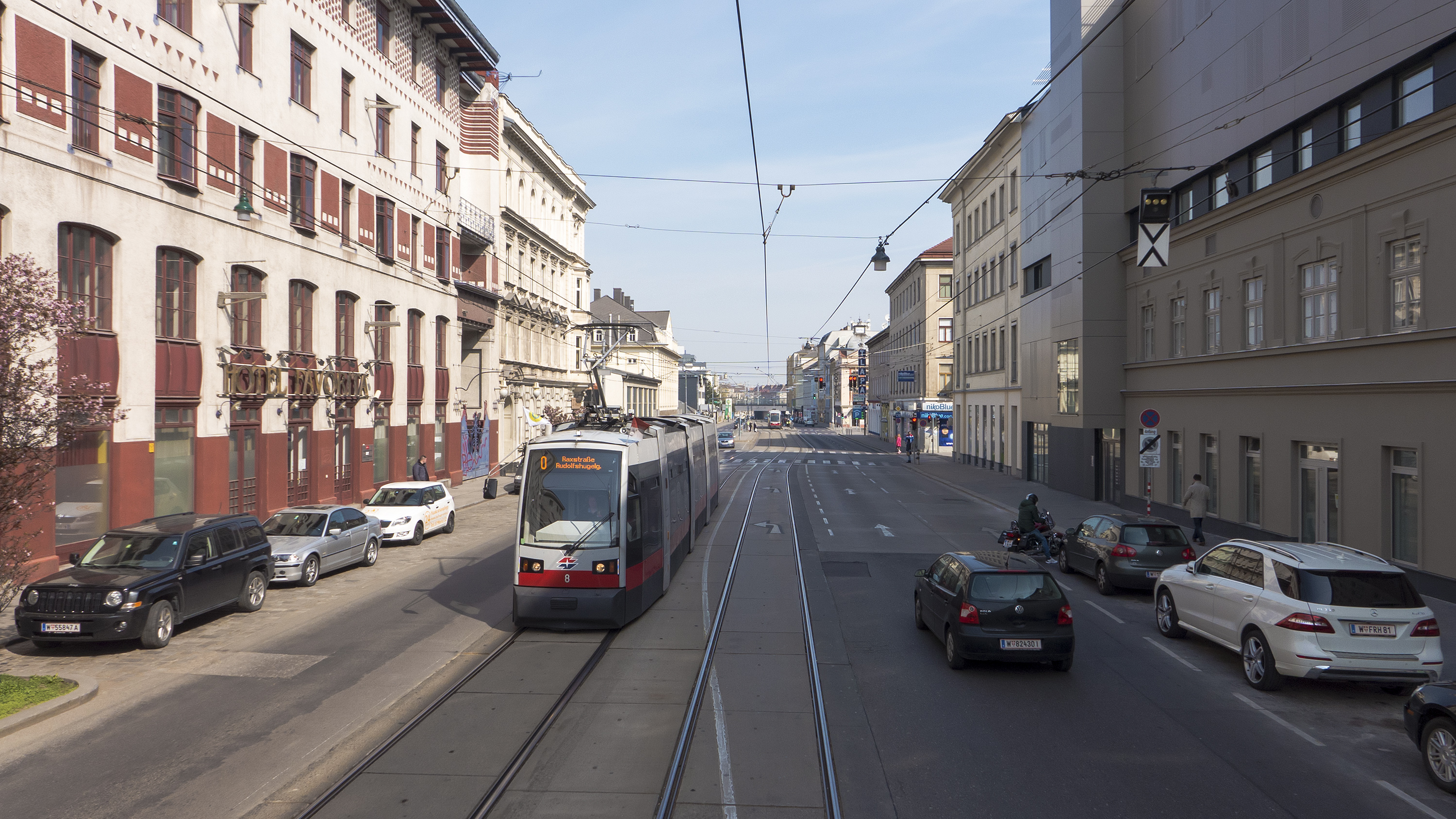
Bei Nr. 8–10, Hotel Favorita
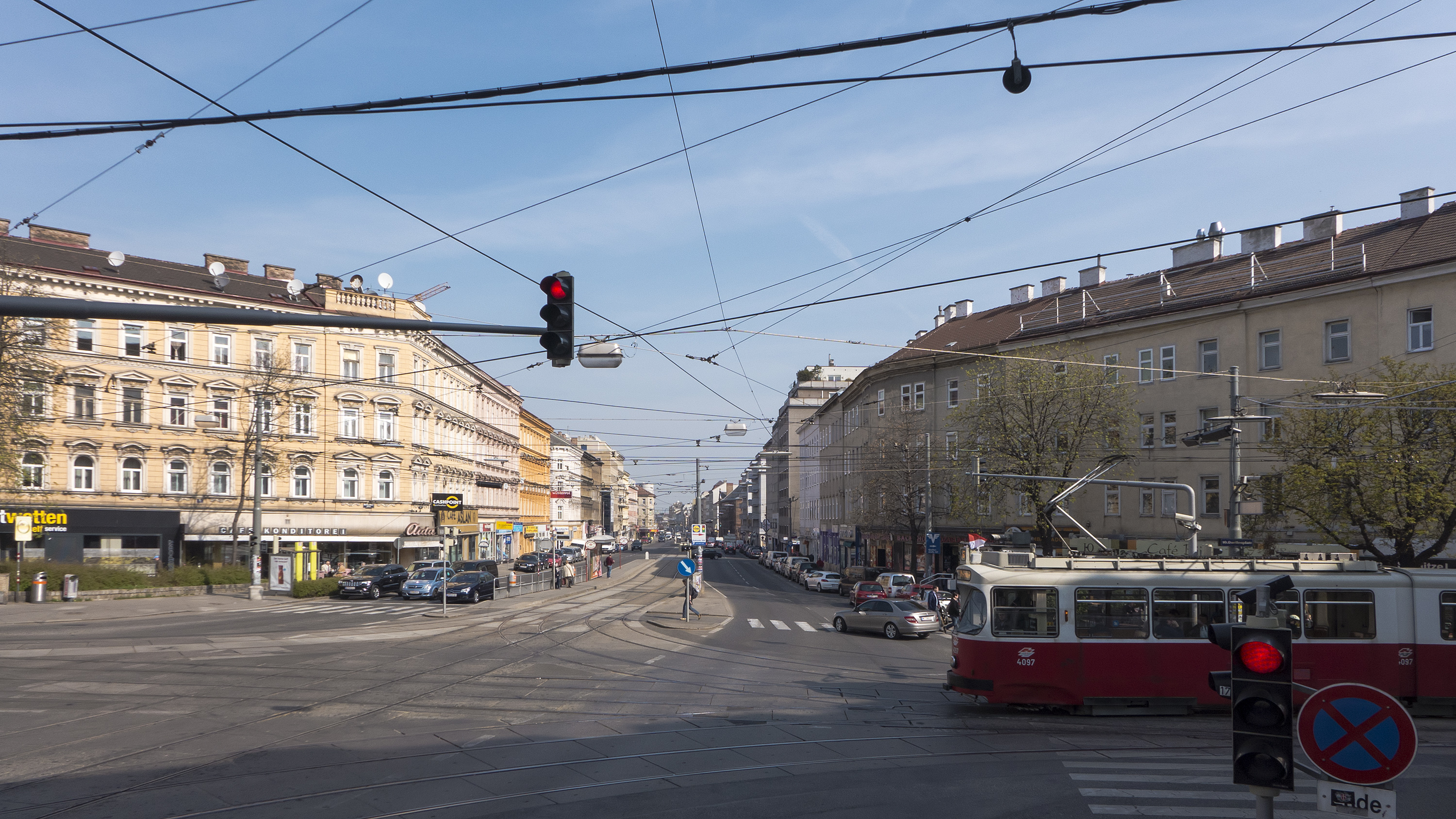
Beim Quellenplatz
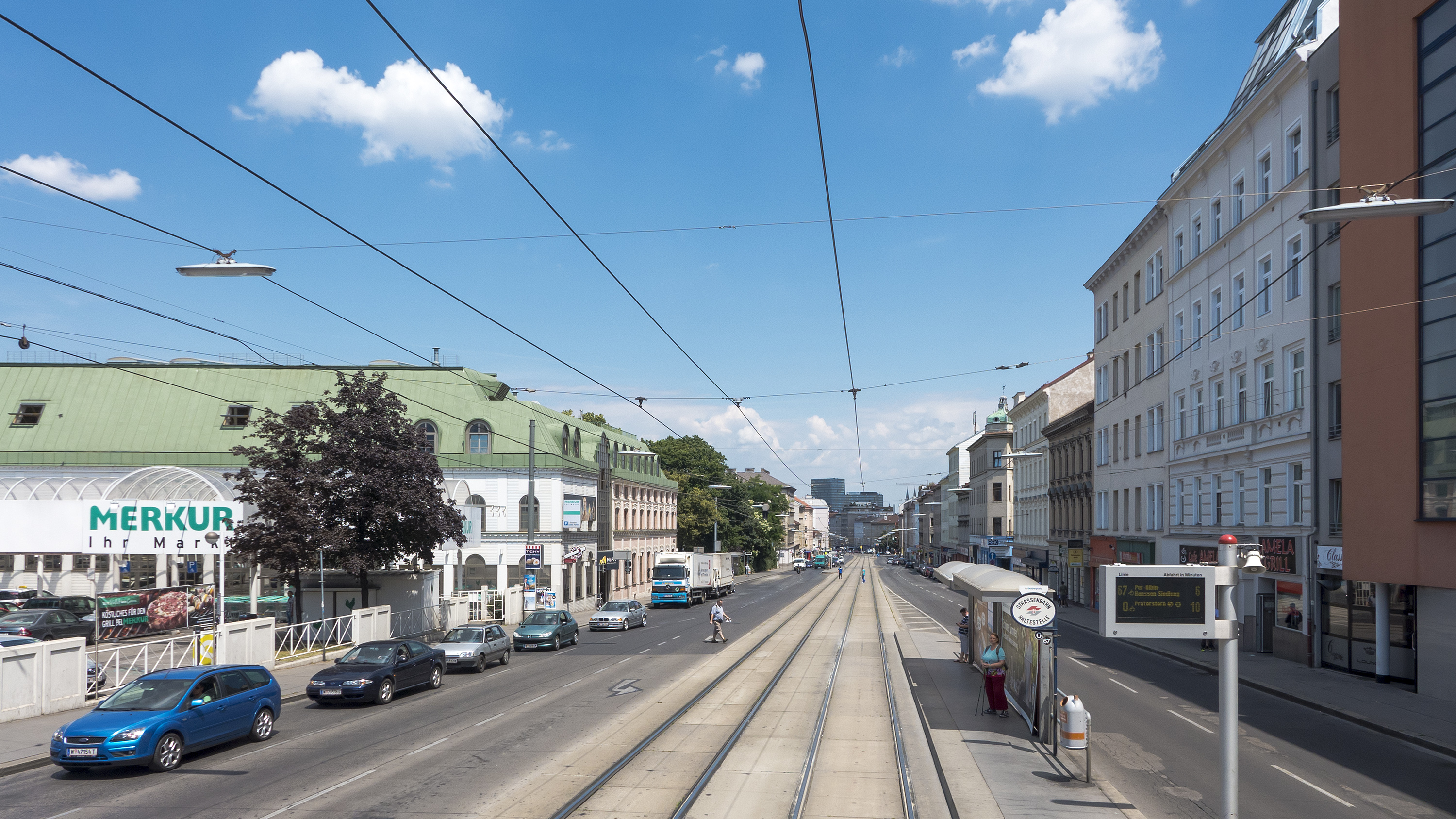
Bei der Inzersdorfer Straße
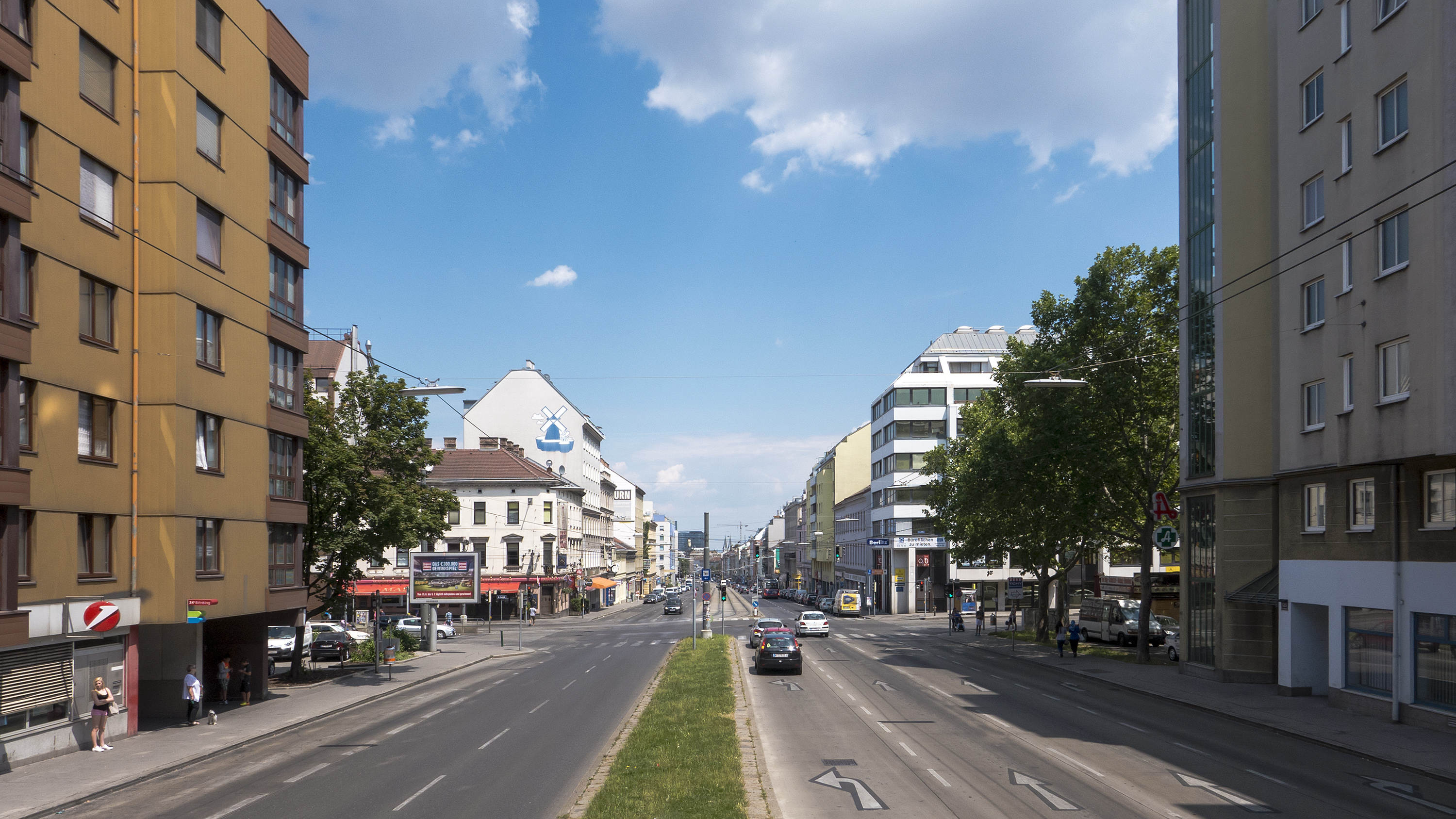
Bei der Troststraße
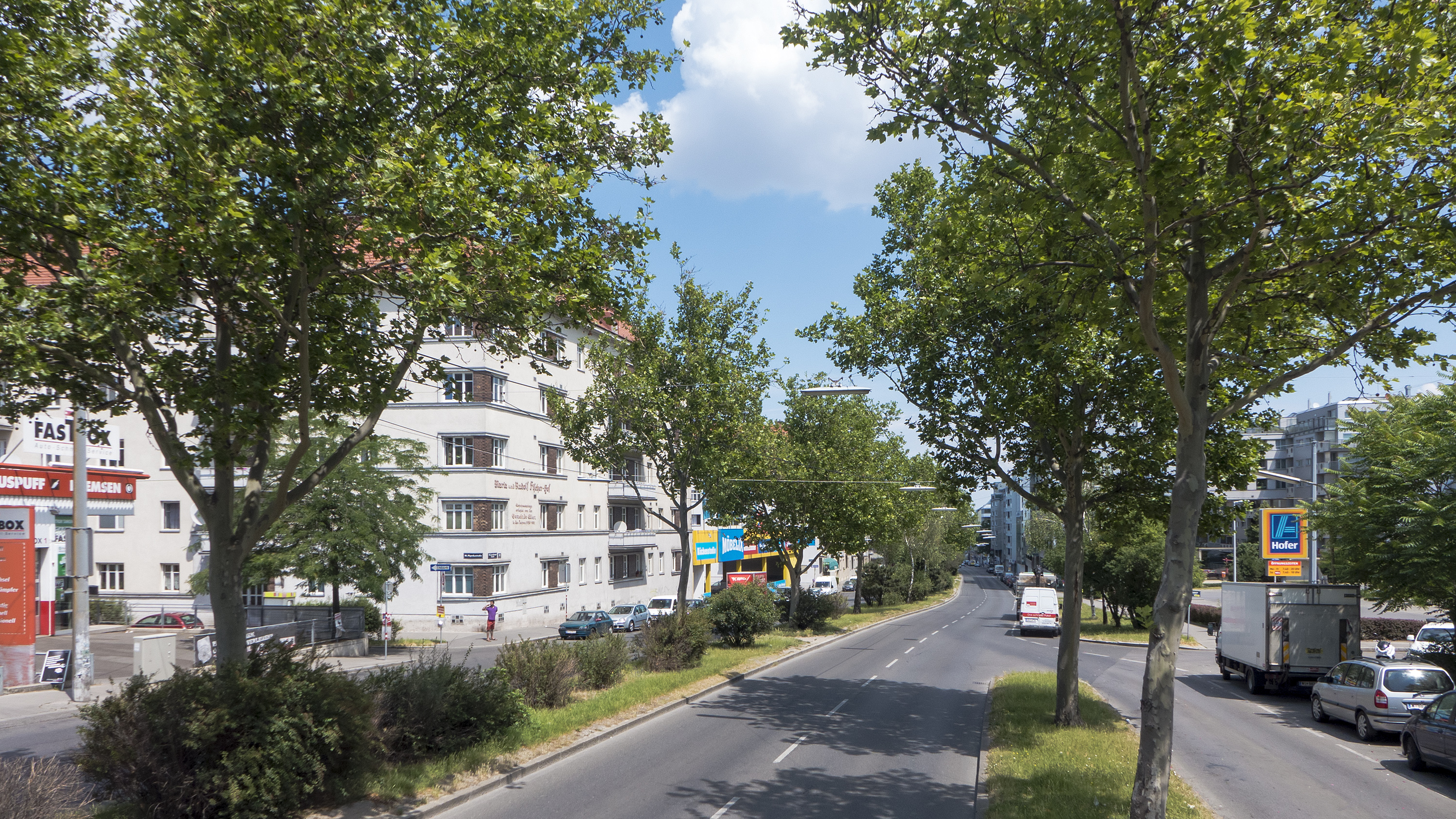
Beim Salvatorianerplatz
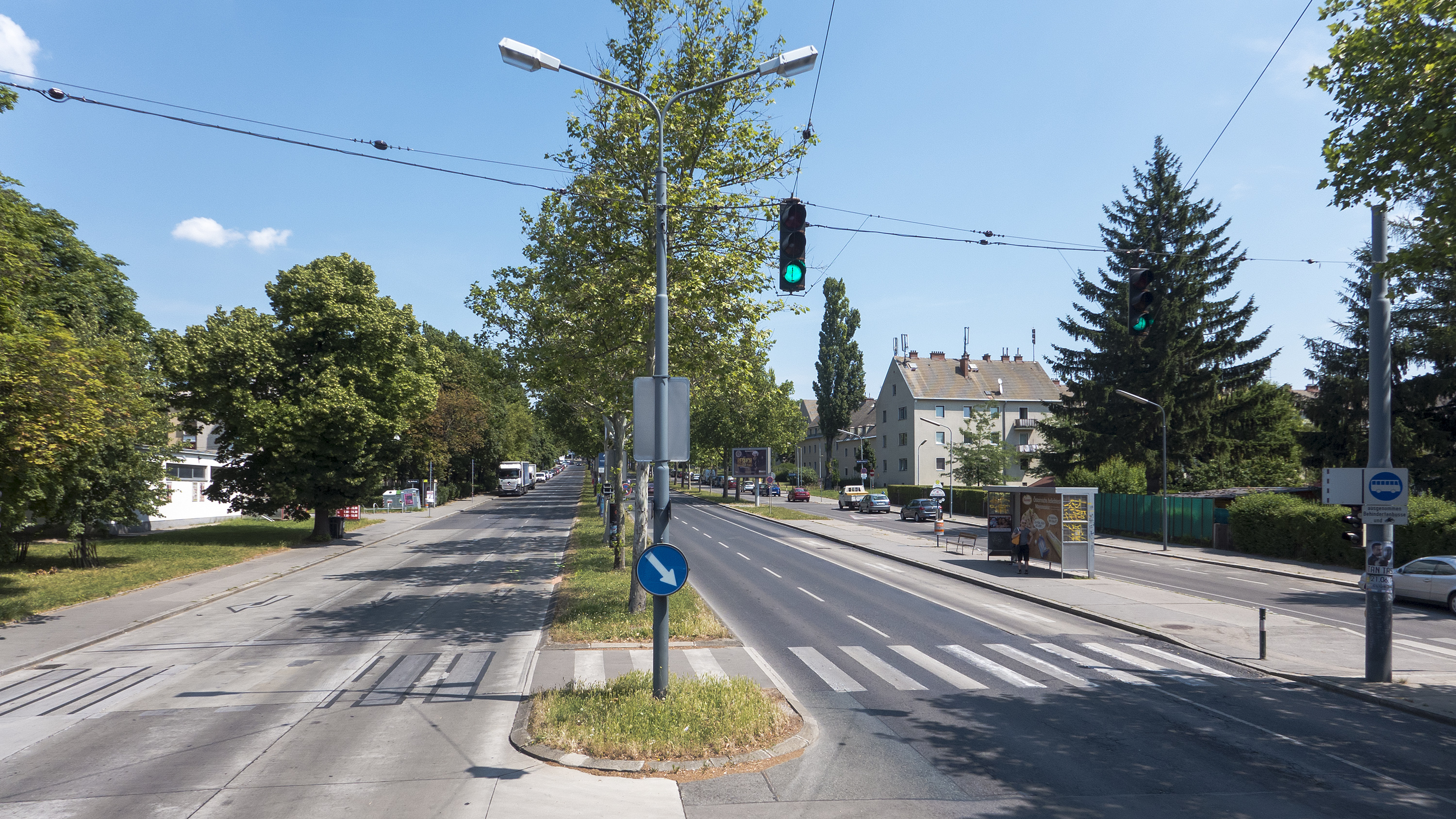
Bei der Soesergasse
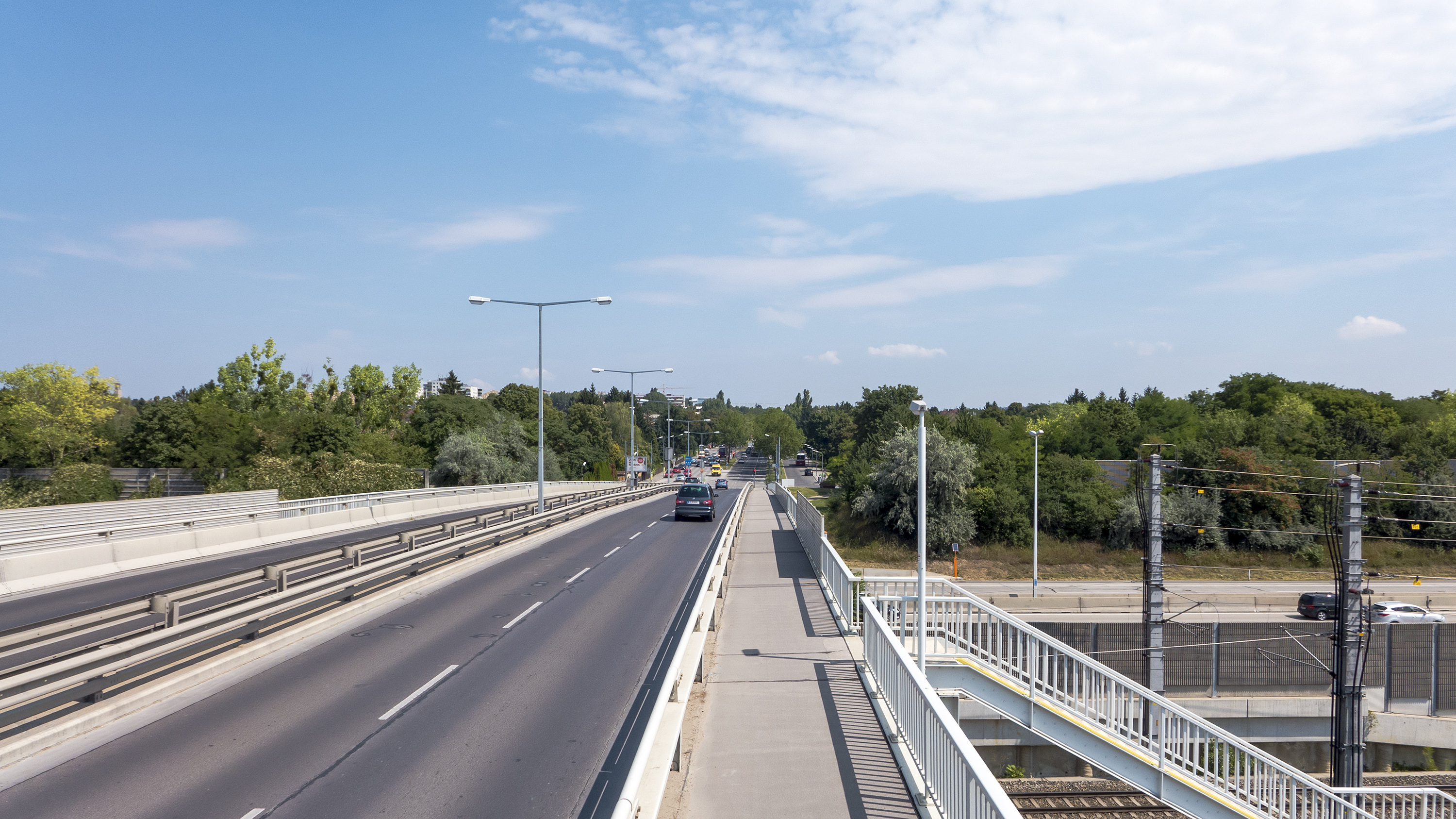
Bei der Südosttangente
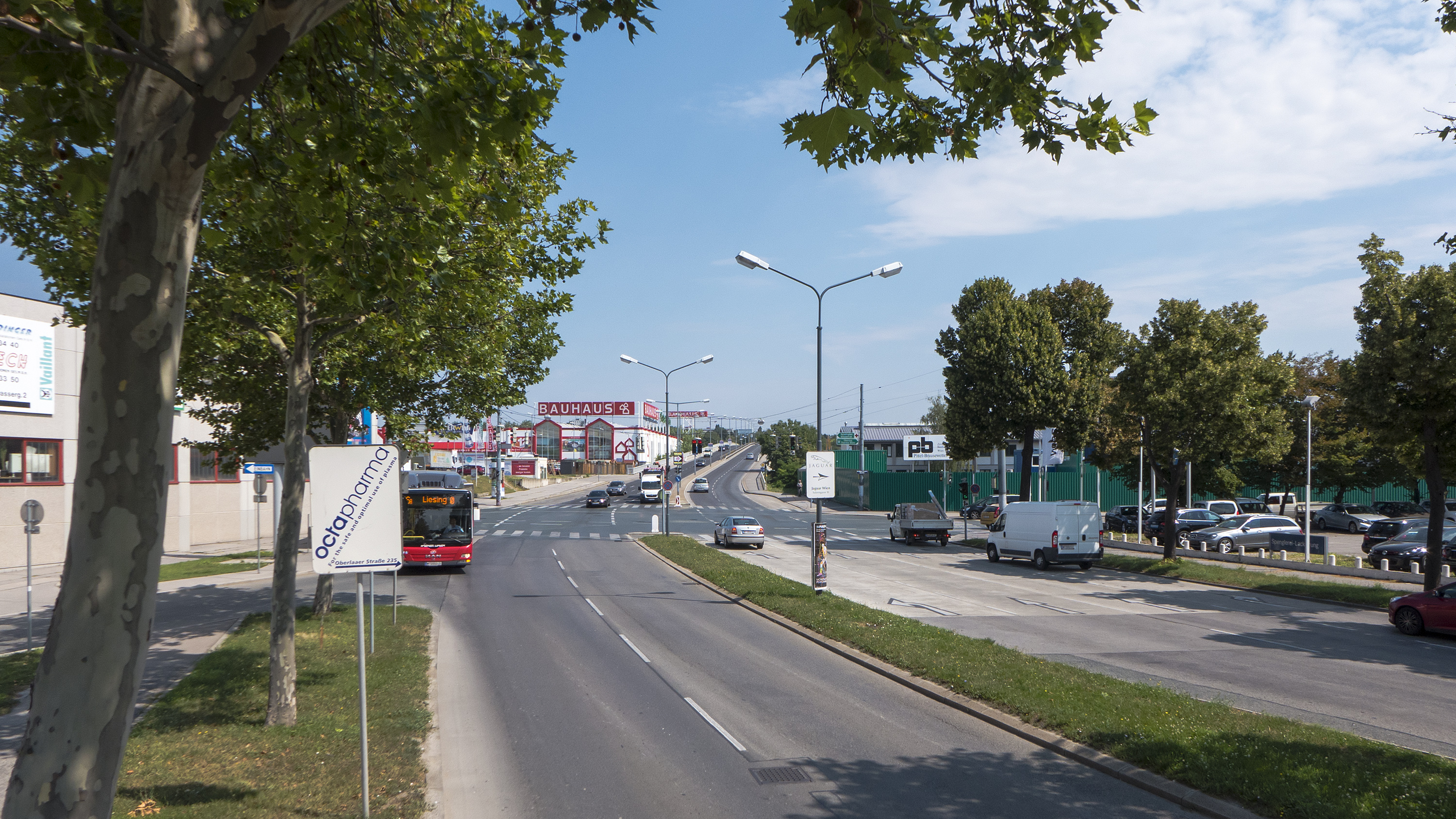
Bei der Hochwassergasse
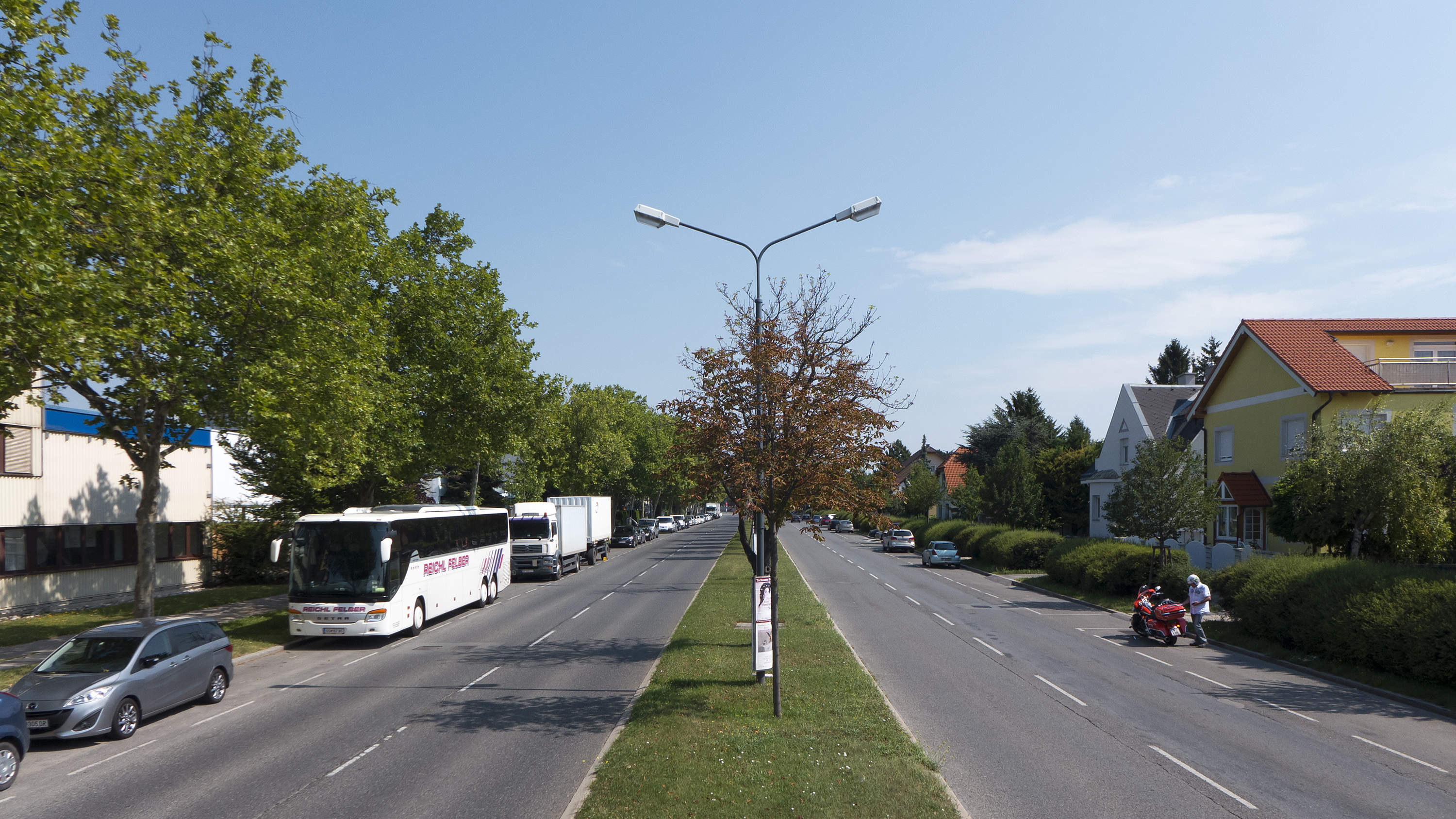
Bei der Boschettigasse
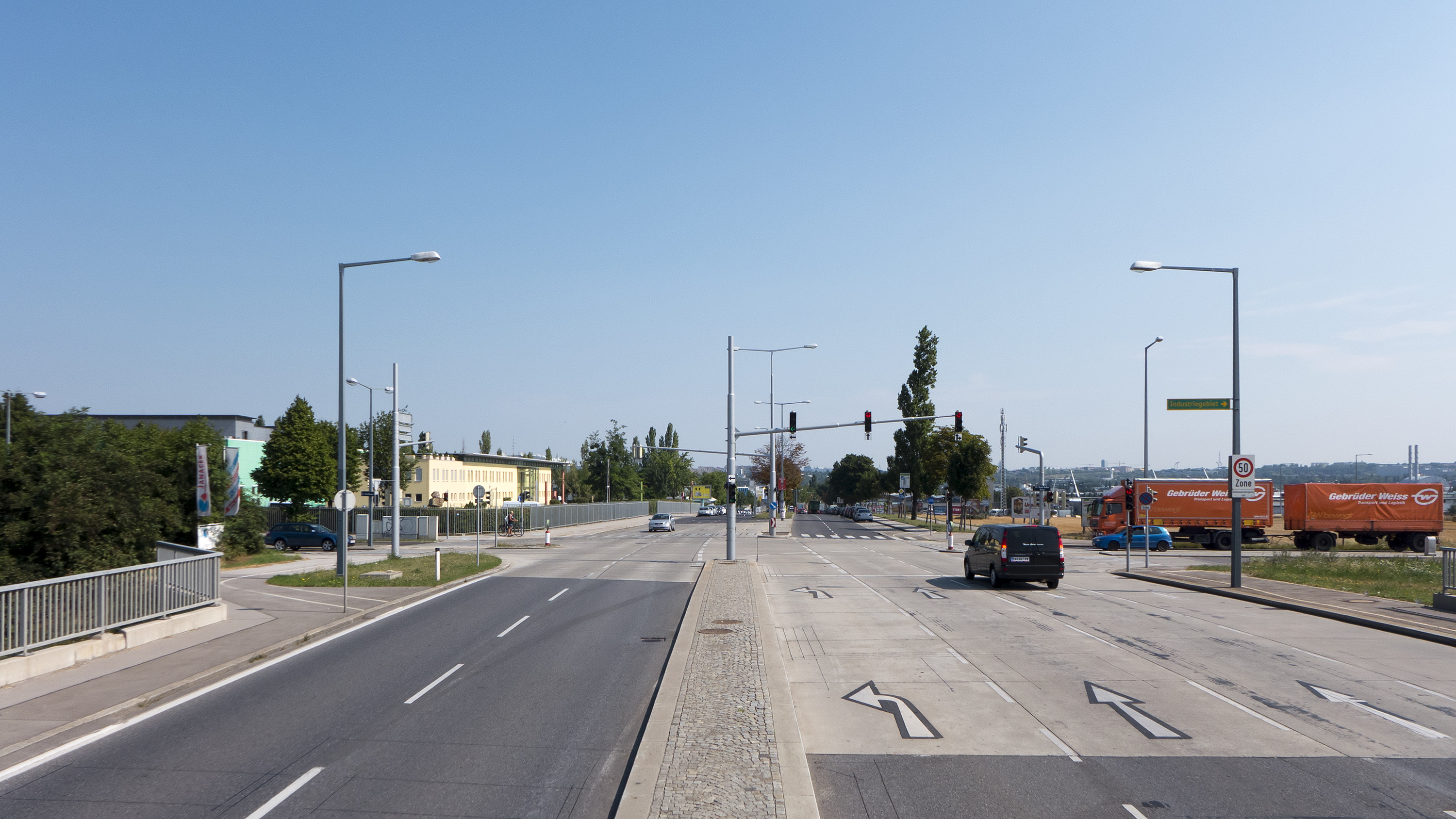
Das Ende der Straße bei der Vorarlberger Allee